# Рельштаб, Людвиг (шахматист)
Людвиг Рельштаб (нем. Ludwig Rellstab; 23 ноября 1904, Берлин — 14 февраля 1983, Ведель) — немецкий шахматист (ФРГ); международный мастер (1950), международный арбитр (1951). Шахматный литератор; автор ряда шахматных книг и учебников. Национальный мастер (1929). В чемпионате Германии (1937) — 3-е место, в 1942 — чемпион. 
Член символического клуба победителей чемпионов мира Михаила Чигорина с 17 сентября 1942 года.
Участник многих национальных и международных соревнований. Лучшие результаты: Свинемюнде (1930) — 3-е; Сааров (1935) — 2-3-е; Бад-Наухайм (1936) — 4-5-е; Сопот (1936) — 1-е; Эльстер (1937) — 1-2-е; Берлин (1937) — 1-2-е; Штутгарт (1947) — 1-е; Бад-Наухайм (1948) — 2-е; Куксхафен (1950) — 1-3-е; Бевервейк (1952) — 3-4-е; Виборг (1957) — 1-е; Мадрид (1959) — 3-4-е места. Выступал за команду ФРГ на Всемирных олимпиадах (1950—1954).